# Pasteur-Halbinsel
Die Pasteur-Halbinsel (französisch Presqu’île Pasteur) ist eine 8 bis 13 km breite und 8 km lange Halbinsel. Sie bildet das nördliche Ende der Brabant-Insel im Palmer-Archipel westlich der Antarktischen Halbinsel und trennt die Guyou-Bucht im Westen von der Bouquet-Bucht im Osten.
Kartiert wurde sie bei der Vierten Französischen Antarktisexpedition (1903–1905) unter der Leitung des Polarforschers Jean-Baptiste Charcot. Dieser benannte sie nach dem französischen Chemiker und Mikrobiologen Louis Pasteur (1822–1895).